# Фотографическое: опыт теории расхождений
«Фотографическое: опыт теории расхождений» — сборник эссе, написанный американской писательницей Розалиндой Краусс в период с 1977 по 1984 год для журналов October, College Art Journal, Partisan Review и Degrés, а также для выставочных каталогов. Издан отдельной книгой в 1990 году. Все эссе посвящены «фотографическому» — так Краусс называет теоретический объект, отличный от «фотографии как объекта исследования».

## Содержание
Книга Розалинды Краусс состоит из двенадцати эссе, написанных в разные годы и объединенных четырьмя наиболее значительными для автора вопросами: «Существует ли объект мысли, обозначаемый выражением „история фотографии“?», «Фотография и история искусства», «Фотография и форма» и «С точки зрения фотографии». Между тем, все эти сюжеты объединены семиотическим подходом Краусс к фотографии. Фотографию автор определяет в терминах семиотических элементов Пирса — как разновидность «индекса», или «знака или изображения, которые отсылают к своему объекту не потому, что в той или иной степени подобны или аналогичны ему, и не потому, что ассоциируются с его общими свойствами, а потому, что находятся в динамическом (то есть, помимо прочего, в пространственном) сцеплении как, с одной стороны, с этим индивидуальным объектом, так, с другой стороны, и с чувствами или памятью того, для кого они выступают знаком».

### Существует ли объект мысли, обозначаемый выражением «история фотографии»?
В данном разделе Р. Краусс обращается к закрепившемуся в XIX веке представлению о фотографии, отраженному в работе Надара «Когда я был фотографом». Надар в трех первых главах своей книги с разных сторон касается вопроса о том, что кажется ему самой сущностью фотографии, фотография для него действует как оттиск, создавая отметину, след. При этом след воспринимался как материальный объект, ставший умопостигаемым. Далее Краусс приводит уже рассуждения 
Тальбота о фотографическом следе: для Тальбота, как он пишет в «Карандаше природы», след тоже призван быть фиксацией мысли, или психологических феноменов, в обычной жизни скрытых.
Изложение мыслей первопроходцев в фотографии, по мнению Краусс, необходимо для прояснения формирования устойчивого начального представления о фотографии, которое основывалось на важных в XIX веке понятиях мысли, таких как физиогномический след с его силой призрака или способностью света служить проводником незримого и проецировать его на явления. Таким образом, уже в XIX веке закладывается устойчивое стремление фотографии превзойти положение простого пассивного проводника, она претендует на роль логически уникального зеркала, «воссоздающего удвоение средствами внутренне присущими фотографии, то есть системой знаков, всецело порождаемой светом».
В обращении к представлениям о фотографии как следе, которые господствовали в фотографии XIX века, в периоде одновременно зачарованном наукой и спиритизмом, Р. Краусс намечает контуры контекста, совершенно особого рода, в котором и следует рассматривать фотографию. Для иллюстрации этого дискурса автор приводит историю «великого антрополога от фотографии» Эжена Атже.
Французский фотограф Атже оставил огромное наследие фотографий, имеющих тайную кодировку, нумерацию, что представляет большую сложность для искусствоведов, музеев, пытающихся представить закономерную и правомерную рубрикацию фотографий Атже. «Система нумерации Атже покрыта тайной. Его фотографии пронумерованы не в хронологическом порядке, а в каком-то ином, озадачивающем. Снимки с меньшим номером часто выполнены позже снимков с большим номером, а иногда номера повторяются». В связи с данными сложностями возникает ряд вопросов, касающихся намерений французского фотографа: является ли выбор кадров Атже его собственным выражением, как действующего, мыслящего субъекта, или же сюжеты его фотографий были продиктованы в таком качестве каталогом? Р. Краусс разрешает данные вопросы в частности, и глобальный вопрос об истории фотографии, отказом от эстетических категорий: автора, творчества, жанра, их критике, для того, чтобы сохранить за фотографией статус архива и побудить к археологическому исследованию этого архива, чтобы выявить характер его дискурсивных образований. Теорию и пример такого исследования, как известно, предоставил французский философ Мишель Фуко. Иначе говоря, Р. Краусс не принимает искусствоведческую установку, согласно которой фотографический архив, та совокупность практик, институтов, отношений, можно воссоздать в рамках уже заготовленных искусством и его категориях. Для построения истории фотографии необходим иной метод, который подобно археологическому исследованию, будет раскрывать и выявлять дискурсивные практики в их сложности и плотности.

### Фотография и история искусства
В данном разделе Краусс исследует взаимное влияние фотографии на другие виды искусства. Так, очевидно, что примеры калотипии 1850-х годов и изобретение фотометра произвели обескураживающий эффект на школы живописи того времени, они показали, что природа предстает в живописи поляризованной, ослабленной, и гамма контрастов в природе значительно превосходит ту, что может использовать художник. Что повлияло на работы, в первую очередь, Добиньи и его последователей, импрессионистов, в особенности Моне и Дега. Стало очевидно, что природа способна воспроизводить себя сама без помощи художника, и соответственно существует дистанция между восприятиям и реальностью. Моне, Дега и другие художники почувствовали себя отгороженными от внутреннего устройства природы, и утраченному единству они нашли единство другого рода — «единство, основанное на взгляде внутрь себя, что стало большим шагом к модернизму, где художники творят искусство, организуя дидактически восприятие».
Из описания процессов влияния фотографии в XIX веке, Краусс переходит к XX веку, где ключевой фигурой для неё явился Марсель Дюшан, который создал произведение, отрицающее современное понятие произведения. На первый взгляд, обращение к фотографии Дюшана можно рассмотреть как обращение к искусству, основанному на размышлении о самой элементарной форме визуального знака. Однако, после анализа его работ Краусс приходит к выводу, что Дюшан стремился не столько использовать фотографическое в своих целях, сколько прийти к некоторым выводам о самой его природе. Дюшан концентрирует наше зрительное внимание на одном акценте фотографического — на семиотическом статусе следа, что значит, что его интересовало не что иное, как структурная природа этого статуса. Таким образом, Дюшан рассматривал фотографию как особого рода индекс, чьи структурные особенности глубоко отличают его от прочих форм изображения. Фотографическое изображение явилось Дюшану как «нечто досимволическое и в таком качестве определяющее совершенно особую организацию Я».

## Критика и оценки
Французский искусствовед Юбер Дамиш, написавший предисловие к книге «Фотографическое: опыт теория расхождений», ставит работу Краусс с ключевыми работами по фотографической критике:
Сила книги Розалинды Краусс — достаточная, чтобы поставить её в один ряд с «Краткой историей фотографии» Вальтера Беньямина и «Camera lucida» Ролана Барта, — идет от степени проникновения внутрь фотографии. Розалинда Краусс побуждает читателя, растерянного перед хаосом разборов и комментариев, которым подвергается сегодня фотография, задуматься о том, что может значить «история» этого искусства, — история, неминуемо становящаяся для нас личной, когда она внезапно попадает в точку благодаря тому, что Ролан Барт обозначил как punctum фотографии, — благодаря какой-то детали, черточке в ней, которая меня тычет, точит, мучитЮбер Дамиш